# 兀突骨
兀突骨，《三国演义》虚构人物，不見於正史記載，南蠻烏戈國之主，是身長十二尺的巨漢，不食五谷，以生蛇恶兽为饭；身有鳞甲，刀箭不能侵。头戴日月狼须帽，身披金珠缨络，两肋下露出生鳞甲，眼目中微有光芒。
孟獲遭到六擒六縱之後向兀突骨救援，兀突骨親自帶領兩名兵長土安、奚泥及三萬藤甲兵去攻蜀。在連勝魏延十五陣之後，追擊至蟠蛇谷，被諸葛亮埋伏，以火攻反擊之，兀突骨和其三萬部下全部戰死。

## 参見
- 藤甲軍
- 《三国演义·第090回》

1. ↑  丈二；商代一丈=1.7米即普通人身高，顾有丈夫之称。丈二=普通人身高的1.2倍=2.04米